# Săpunari, Călărași
Săpunari este un sat în comuna Lehliu din județul Călărași, Muntenia, România. Se află în partea nordică a județului Călărași, la 8 km de orașul Lehliu–Gară, la aproximativ 60 km de reședința județului, municipiul Călărași și de capitala țării, municipiul București. În partea de nord se învecinează cu județul Ialomița, distanța până la orașul Urziceni fiind de aproximativ 40 km.
Prima atestare documentară a satului Săpunari datează din perioada anilor 1450 - 1500.
La început, satul a purtat numele de Dârza, apoi Paraipani și în 1672, potrivit unui document din același an, document extras din Arhivele Statului – București, ia denumirea de Săpunari, nume ce reprezintă îndeletnicirea oamenilor din acele timpuri. Este vorba despre fabricarea săpunului din materii prime vegetale si animale (Ileana Leonte-cercetator).
Relieful localității aparține câmpiei Bărăganului de sud, relief neted, presărat din loc în loc cu mici depresiuni, iar teritoriul aparține bazinului hidrografic al râului Mostiștea, fiind străbătut de văile Milotina, Pofira și Vânăta. 
Satul Săpunari este amplasat de-a lungul văii Profira, are formă alungită iar structura este adunată. Textura este mixtă, rețeaua stradală este regulată cu excepția celei din apropierea văii Profira. În ultima perioadă au fost aduse îmbunătățiri rețelei stradale prin aducerea unor cantități importante de piatră, dar și repararea străzii principale - DC 305 prin turnarea de covor asfaltic și asfaltarea unei porțiuni din DJ 313. 
Este un sat cu funcțiuni predominant agricole dar există și o instituție sanitară, respectiv spital, scoala generală si magazine de bunuri de larg consum.
Infrastructura de utilități include alimentare cu energie electrică, rețea de apă potabilă care asigură 85% din necesar și serviciu de salubritate.
Locuitorii au acces la servicii de telefonie fixă, mobilă, internet și televiziune prin cablu.
Recent, lacul din apropiere a fost dragat, a fost populat cu pește, digul a fost reparat și se poate trece cu mașina.